# Šumska voluharica
Šumska voluharica (lat. Myodes glareolus, prije Clethrionomys glareolus) je maleni sisavac iz porodice Cricetidae, potporodica Arvicolinae (voluharice). 
Ima crveno-smeđe krzno i sive mrlje, a rep je oko pola dužine tijela (100 milimetara). Ovaj glodavac živi u šumskim područjima u većem dijelu Europe i sjevernoj Aziji. Autohtona je vrsta u Velikoj Britaniji, ali ne i u Irskoj, gdje je slučajno uvedena, a sada se mnogo proširila na jugu i jugozapadu.
Šumska voluharica živi u šumama, živicama i drugoj gustoj vegetaciji poput paprati i kupine. Njena podzemna komora obložena je mahovinom, perjem i biljnim vlaknima te sadrži zalihu hrane. Može živjeti osamnaest mjeseci do dvije godine i uglavnom je biljojed, jede pupove, koru, sjemenke, lišće, voće i povremeno kukce i druge male beskralješnjake. Lako se penje na grmlje i niske grane drveća. U plitkim jamama, ženka okoti oko četiri legla tijekom ljeta.